# William Ellery Channing (poète)
Ne doit pas être confondu avec William Ellery Channing.
Pour les articles homonymes, voir William Channing.
William Ellery Channing, né le 29 novembre 1818 à Boston et mort le 23 décembre 1901 à Concord dans le Massachusetts, est un poète transcendantaliste américain.

## Œuvres
- Poems (1843)
- Poems, Second Series (1847)
- The Woodsman (1849)
- Near Home (1858)
- The Wanderer (1871)
- Thoreau, the Poet-Naturalist (1873)
- Eliot (1885)
- John Brown and the Heroes of Harper’s Ferry (1886)
- Poems of sixty-five years (1902)